# كابولتشر
كابولتشر هي بلدة، في أستراليا، تقع في كوينزلاند، بلغ عدد سكانها 26,433  نسمة وذلك حسب إحصائيات سنة 2016، رمزها البريدي هو 4510.

## أعلام
- جلان بوس
- ألبرت فيلد
- بوب سكوت
- كين داي
- أنيت براندر